# Капитолий штата Техас
Капито́лий шта́та Теха́с (англ. Texas State Capitol) находится в городе Остин (англ. Austin) — столице штата Техас. Исторически он является четвёртым по счёту зданием в Остине, в котором размещены основные органы управления штата Техас — Палата представителей, Сенат, а также офис губернатора штата. Дизайн Капитолия выполнил в 1881 году архитектор Элайджа Майерс (англ. Elijah E. Myers), а Капитолий был построен в 1882—1888 годах. За два года до окончания строительства Элайджа Майерс был уволен. На окончательном этапе постройкой руководили Густав Уилке (Gustav Wilke) и Рубен Линдси Уокер (Reuben Lindsay Walker).

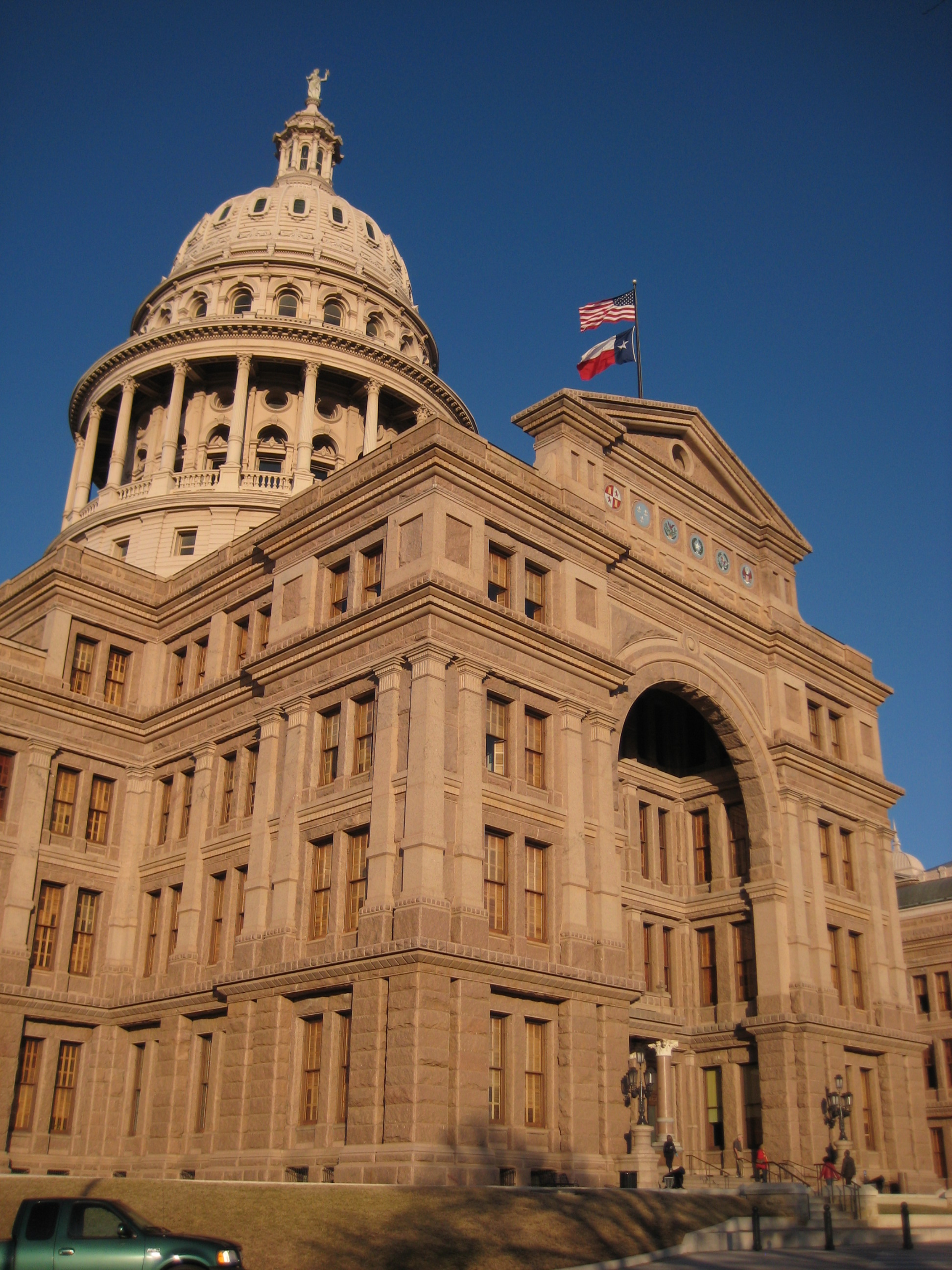
Капитолий с южной стороны, справа — главный вход

В 1993 году было завершено расширение подземной части Капитолия — проект стоимостью 75 миллионов долларов. Здание было включено в Национальный реестр исторических мест США в 1970 году и признано Национальным историческим памятником США в 1986 году.
Высота Капитолия штата Техас составляет около 95 м — на 7 метров выше главного Капитолия в Вашингтоне (но ниже Капитолия штата Луизиана, самого высокого Капитолия в США). Ко времени окончания строительства он считался седьмым по величине зданием в мире. Он был самым высоким зданием в Остине с 1888 по 1972 год.

## История
Здание Капитолия было спроектировано в стиле неоренессанса. Его строительство было профинансировано через статью Конституции Техаса (принятую 15 февраля 1876 г.), которая с этой целью разрешала продажу земель, принадлежащих штату. В одной из самых крупных бартерных сделок в истории, строительство Капитолия было оплачено более чем 3 миллионами акров (12 000 км²) земель, находившихся в Техасском выступе (англ. Texas Panhandle), то есть в самой северной части Техаса. Позднее на этих землях появилась крупнейшая в мире скотоводческая ферма, которая называлась XIT Ranch. Стоимость земли в совокупности с другими расходами привела к тому, что общая стоимость здания составила 3.7 миллионов долларов. В значительной степени оно было построено с использованием труда заключённых и мигрантов, совокупное число которых временами достигало тысячи человек. Впоследствии здание многократно ремонтировалось. В 1955 году было установлено центральное кондиционирование воздуха, а последний капитальный ремонт был завершён в 1997 году.

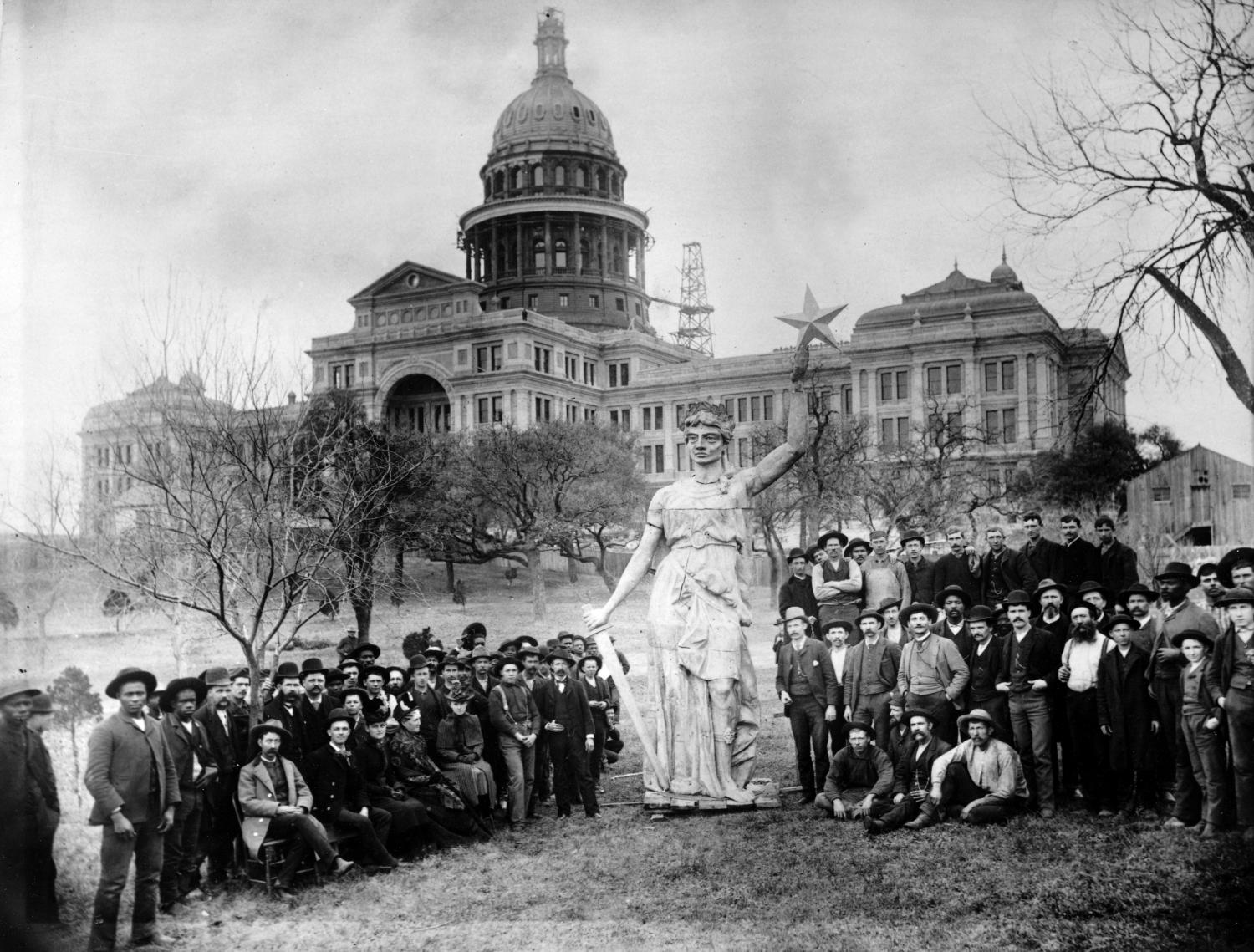
Богиня Свободы на фоне Капитолия штата Техас перед установкой на верхнюю часть купола Капитолия.

Краеугольный камень здания был заложен 2 марта 1885 года, в День Независимости Техаса, а построенное здание было открыто для посещения 21 апреля 1888, в День Битвы при Сан-Хасинто. Изначально планировалось построить всё здание из известняка из Отманвилла (англ. Oatmanville) — сейчас это место называется Ок-Хилл (англ. Oak Hill), — находившегося примерно в 16 км в юго-западном направлении. После того, как известняк стал менять цвет, определили, что в нём было слишком много железа. Узнав про эту проблему, владельцы Гранитной горы (англ. Granite Mountain) рядом с Марбл-Фолс (англ. Marble Falls) предложили другое решение и безвозмездно выделили необходимое количество розового гранита. Таким образом, хотя значительная часть здания построена из известняка, бо́льшая часть его спрятана во внутренней части стен, а также в фундаменте. С тех пор розовый гранит использовался при строительстве многих правительственных зданий в Остине и его окрестностях.
6 февраля 1983 года в здании случился пожар — огонь распространился из апартаментов вице-губернатора, став причиной гибели одного из его гостей, а при тушении пожара четверо пожарных и один полицейский получили ожоги и травмы. Поскольку в Капитолии накопилось очень много архивов, огонь был очень сильный и угрожал разрушить всё здание. Пожар привёл к значительному повреждению восточного крыла и угрожал повредить каркас здания.
Восстановление было долгим, и оно было полностью завершено только к 1993 году. Внешне восстановленное здание выглядело практически таким же, каким оно было до 1915 года — однако в процессе восстановления многие механические и конструкционные системы были заменены на более современные.
Учитывая проблему нехватки пространства в старом здании, в процессе реставрации руководство штата решило, что надо добавить новое крыло здания для офисов. Логичным местом для такой пристройки была бы часть площади с северной стороны здания. Однако большое здание с той стороны привело бы к исчезновению исторического северного фасада и заняло бы место, которое традиционно считалось открытым.

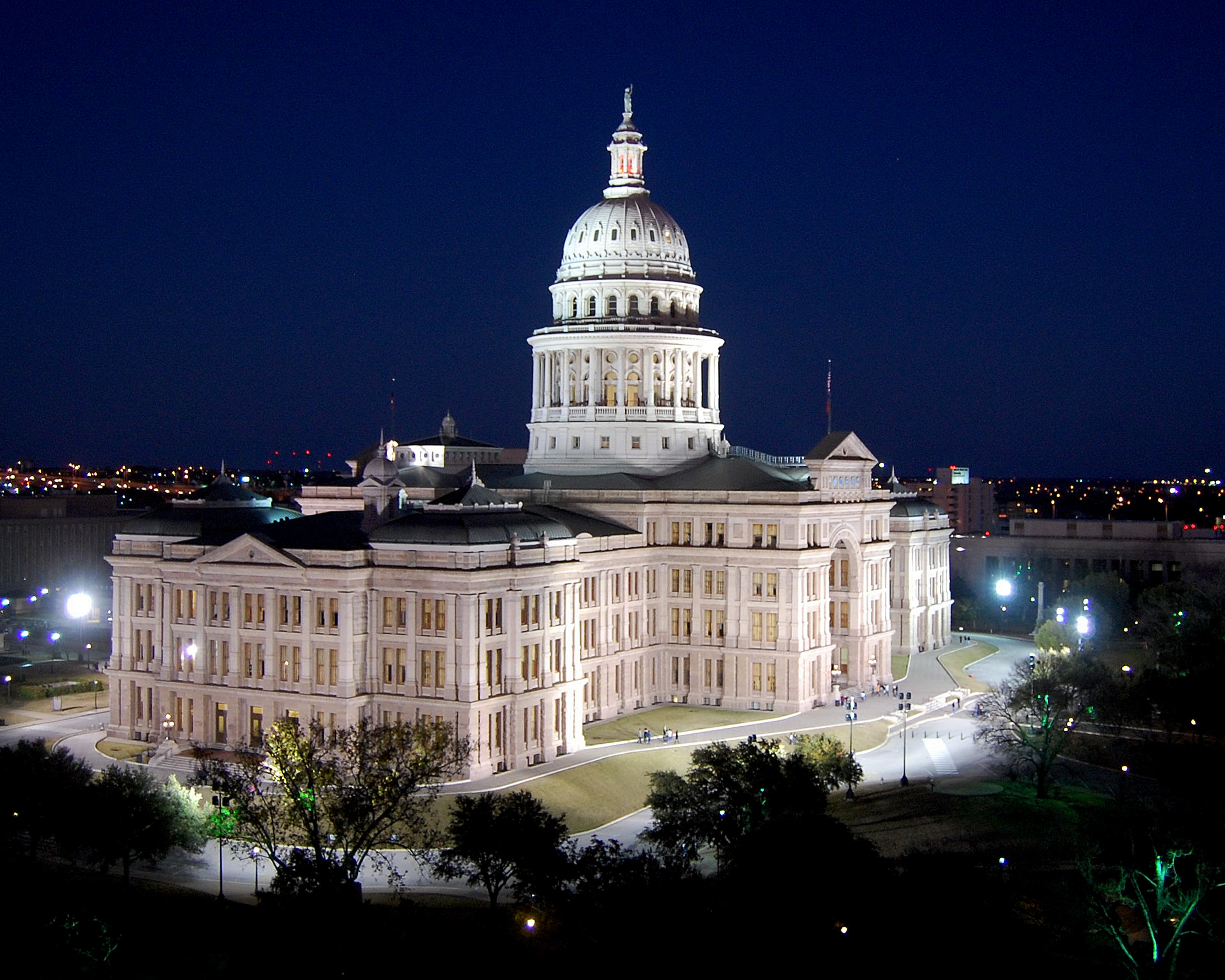
Здание Капитолия при ночном освещении

В результате, чтобы сохранить фасад и историческую площадь, в качестве расширения Капитолия было решено добавить четыре подземных этажа, строительство которых было завершено в 1993 году. Хотя это расширение составляет 62 000 м² (что почти в два раза больше, чем площадь пола в изначально построенном здании), оно почти не заметно с первого этажа.
На ротонде Капитолия есть портретные изображения всех президентов Республики Техас и губернаторов Техаса. В южном фойе находятся скульптуры Сэма Хьюстона и Стивена Остина, изготовленные Элизабет Нэй. Ротонда может также служить примером «шепчущей галереи». Общая площадь пола в основной части Капитолия 33 000 м² — больше, чем в любом другом Капитолии, — и он занимает примерно 0.9 гектара земли. На момент постройки, в здании было примерно 400 помещений и более 900 окон.
В 2005 году гранитный монумент десяти заповедей рядом с Капитолием был в центре слушаний в Верховном Суде США (Ван Орден против Перри), в котором этот монумент пытались объявить противоречащим конституции. В конце июля 2005 года суд признал, что он не противоречит конституции.

## Галерея

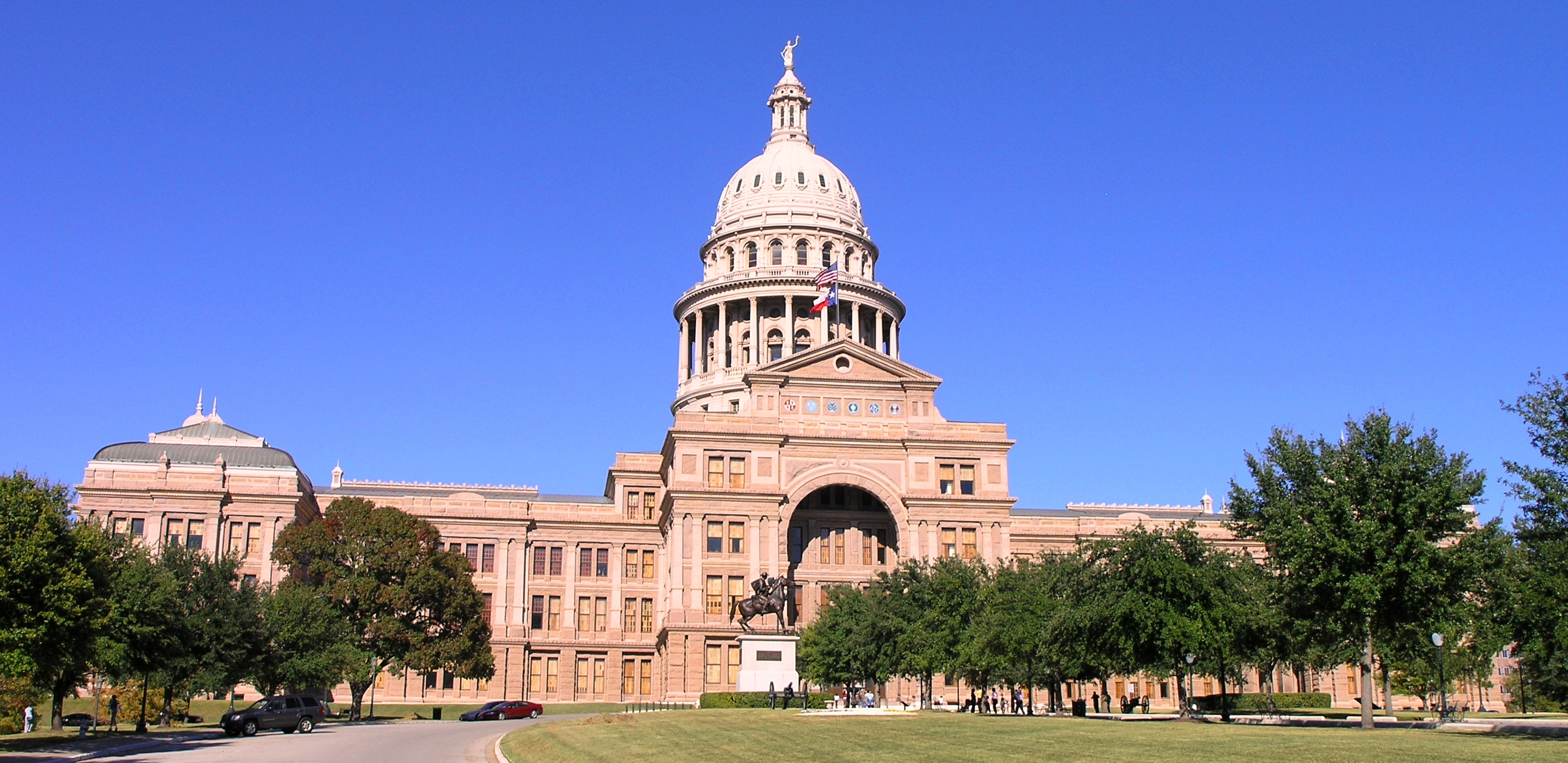
Здание Капитолия с лицевой стороны
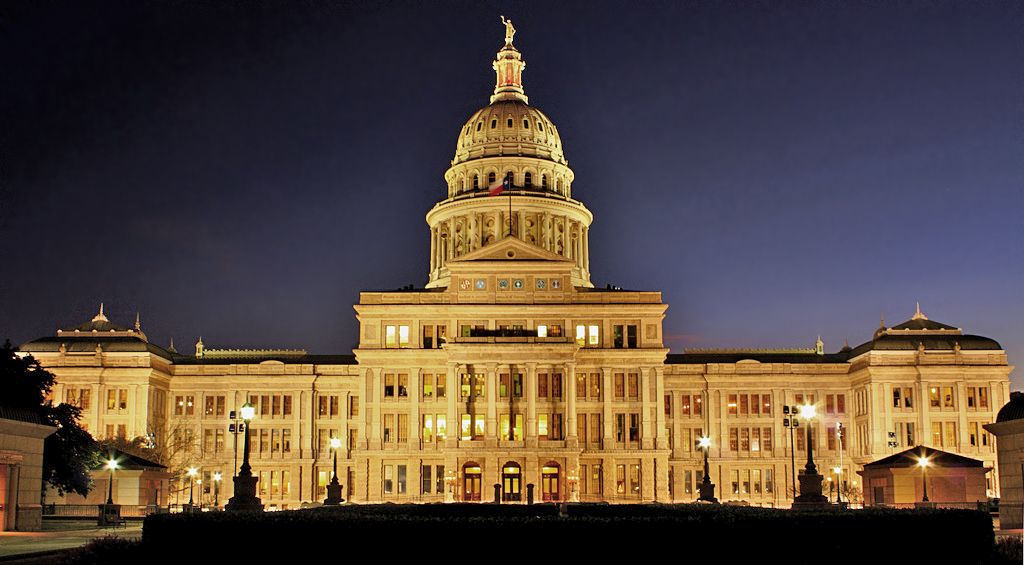
Здание Капитолия ночью
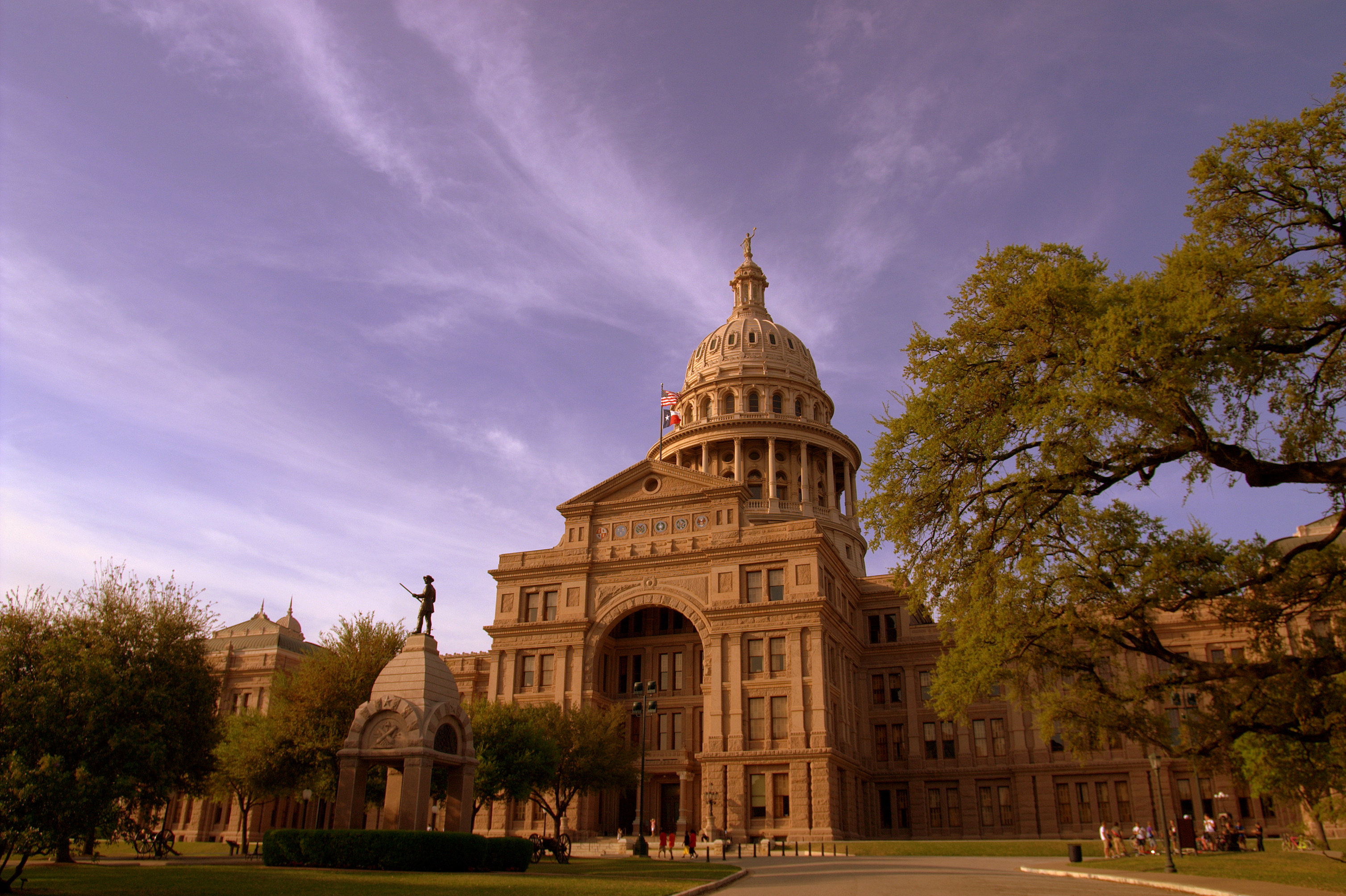
Вход в здание Капитолия
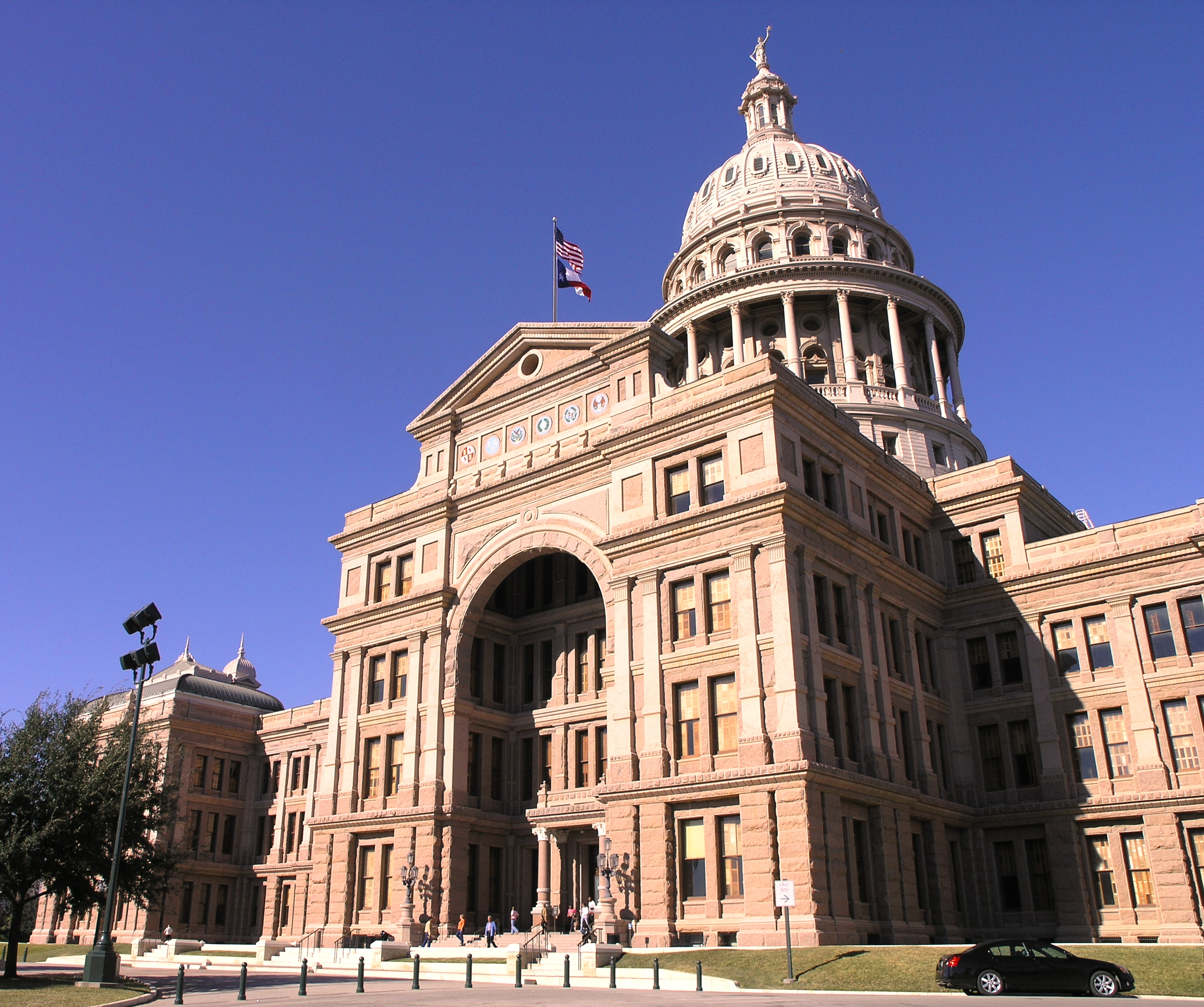
Главный вход Капитолия штата Техас
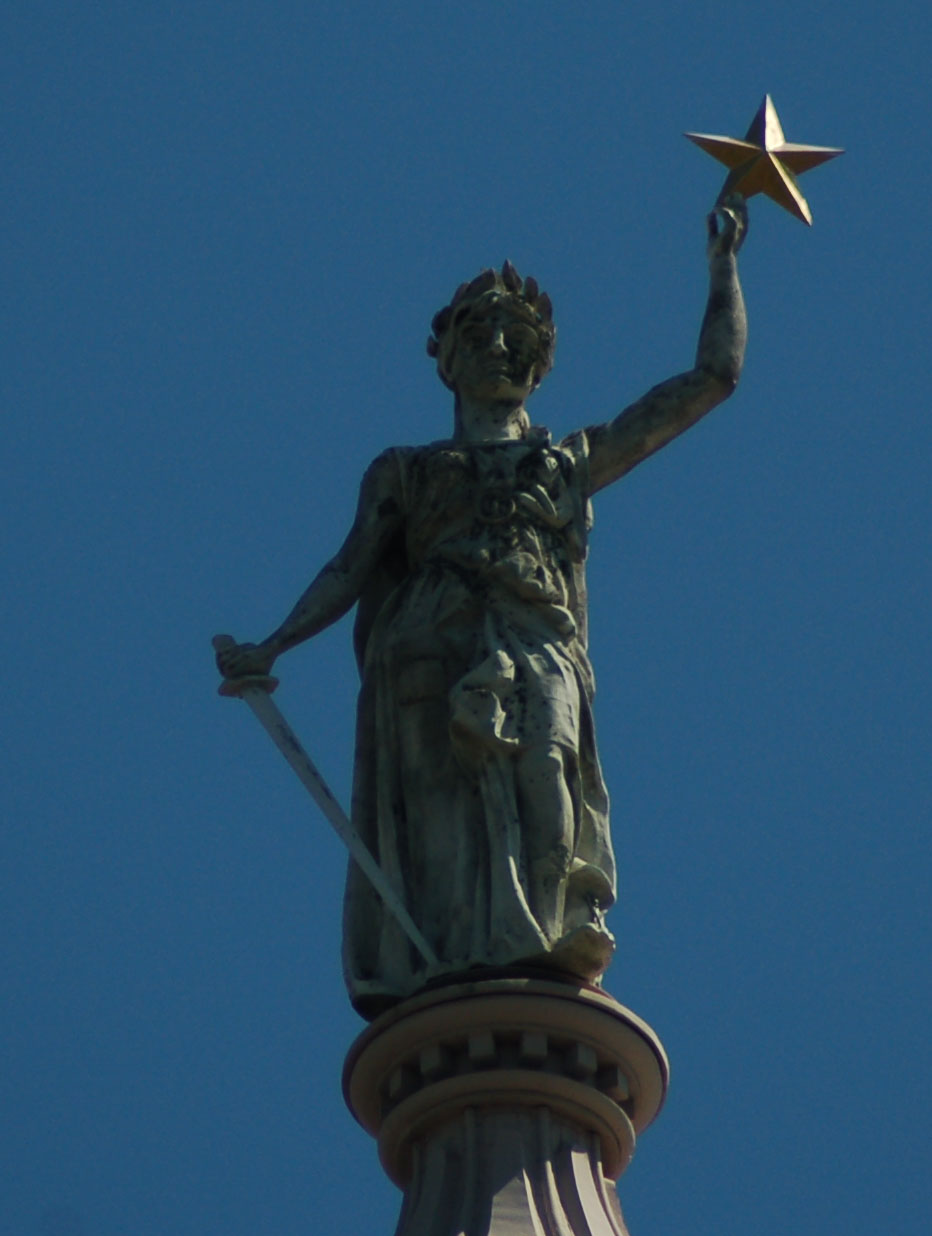
Статуя Богини Свободы на верхушке Капитолия
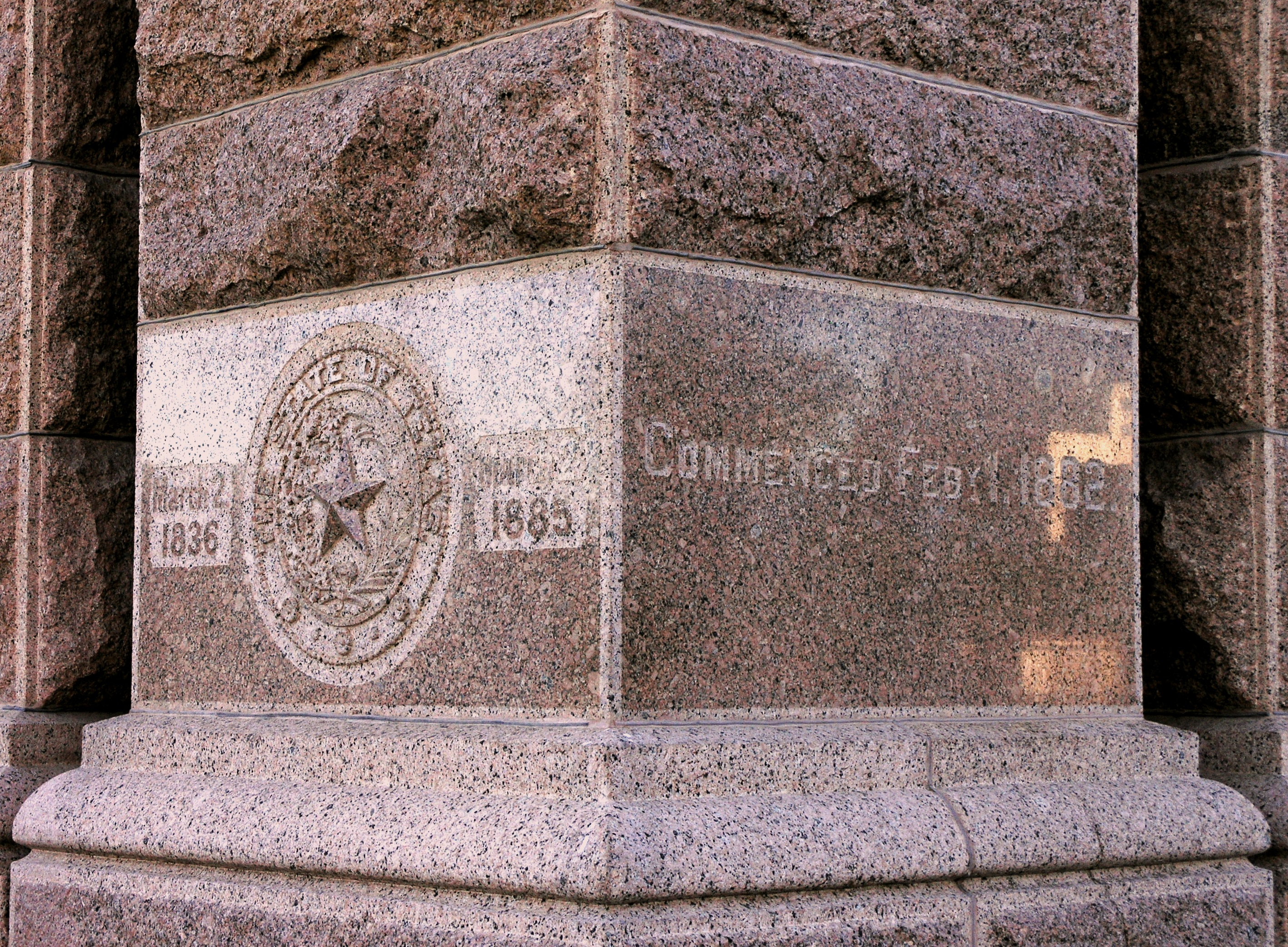
Краеугольный камень здания Капитолия
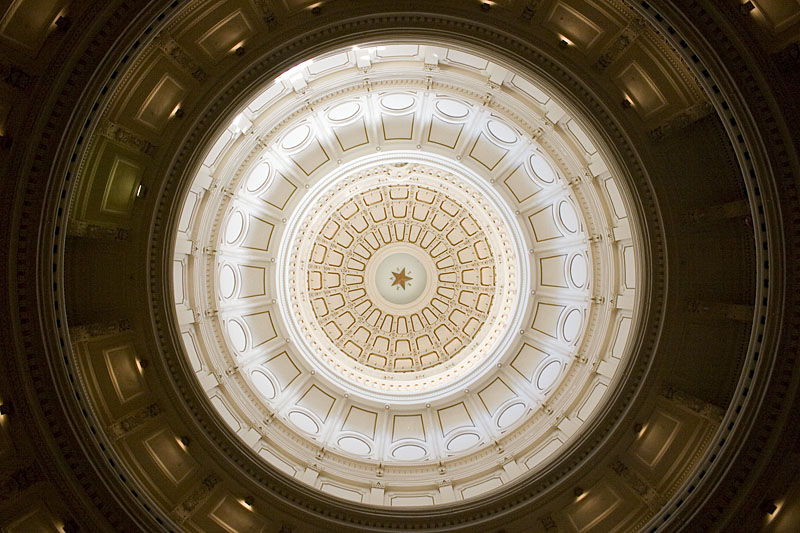
Внутренняя часть купола Капитолия
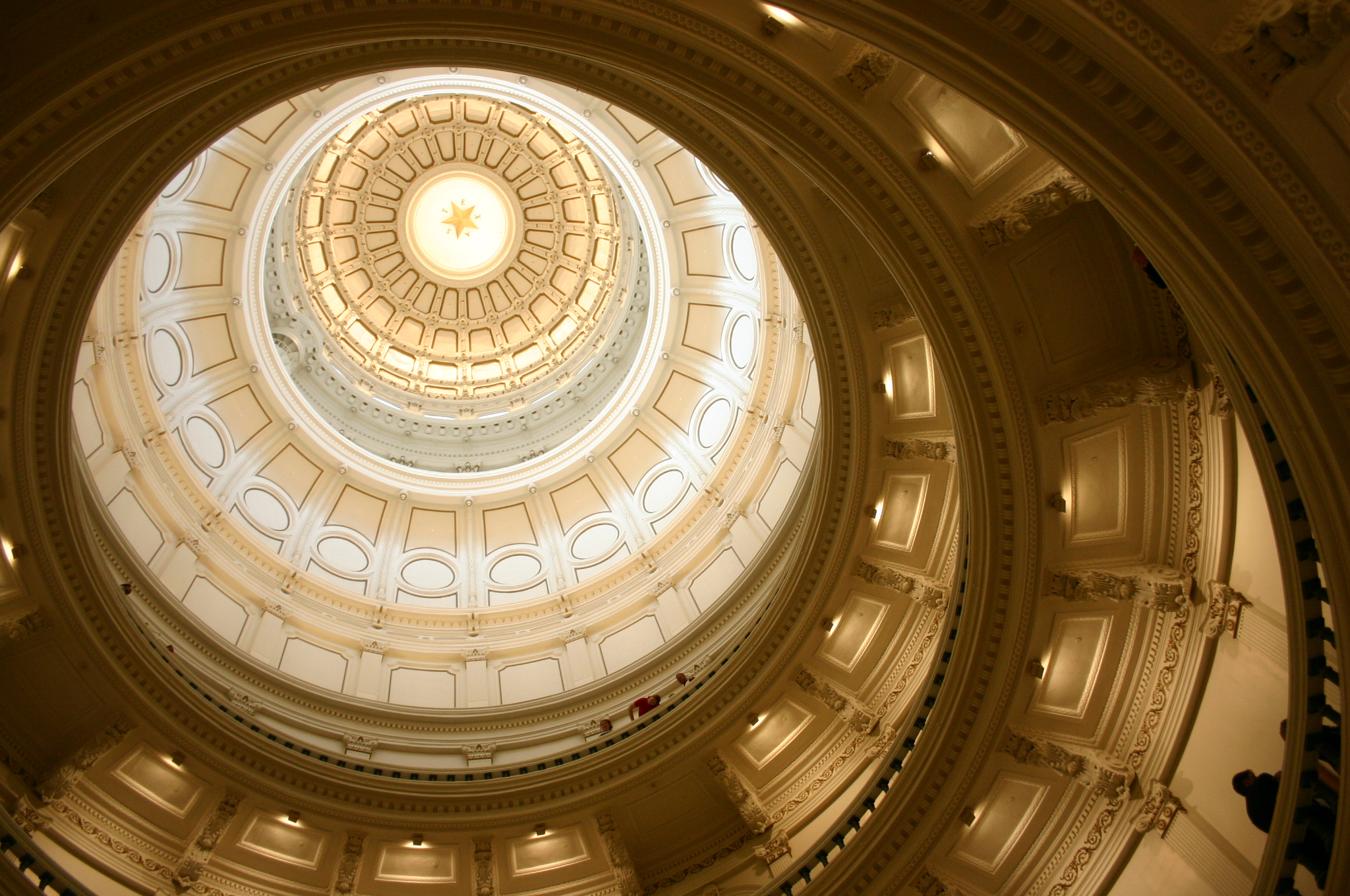
Другой вид внутренней части купола
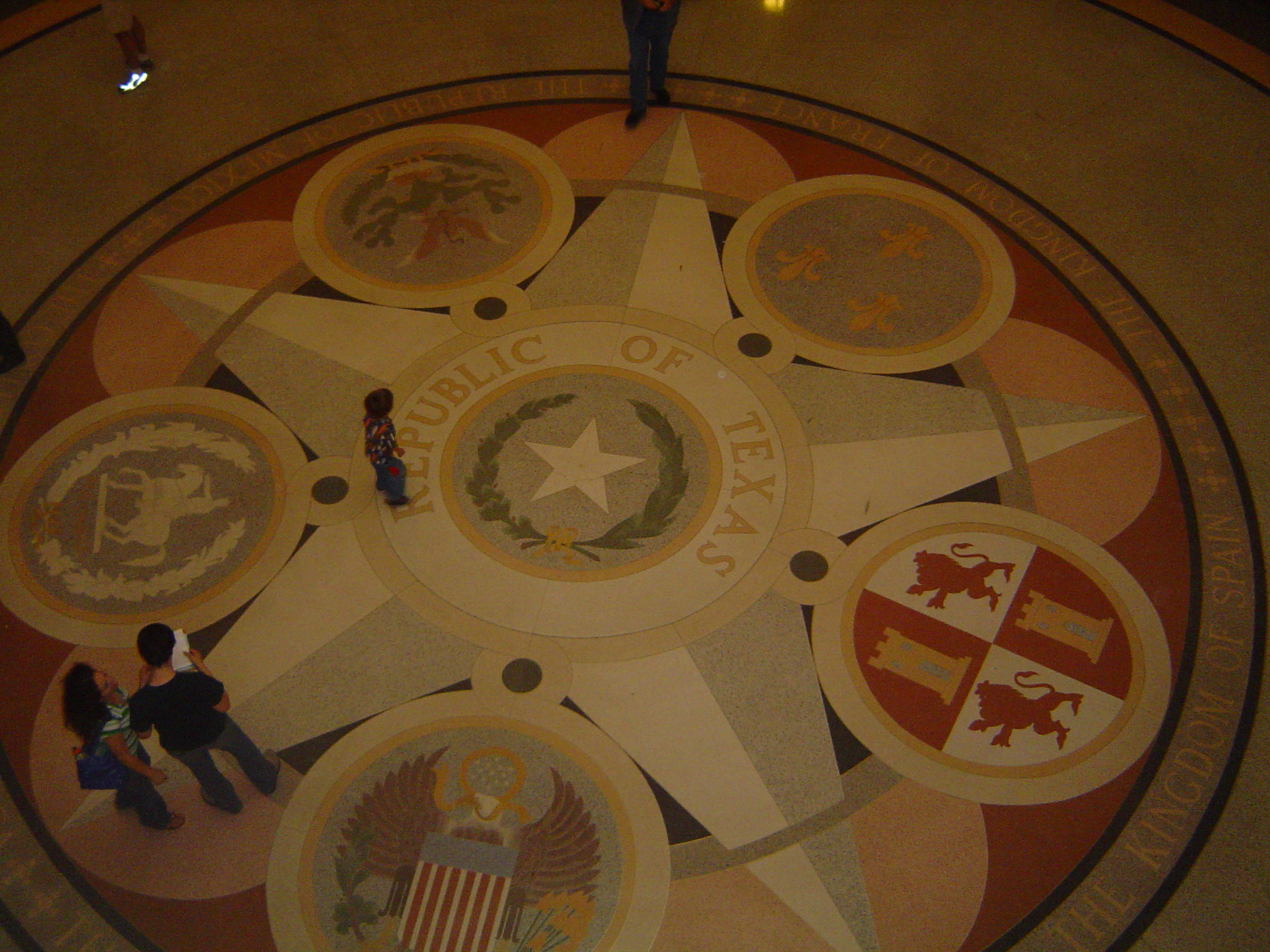
Мозаика, изображающая печати шести наций, которые управляли Техасом
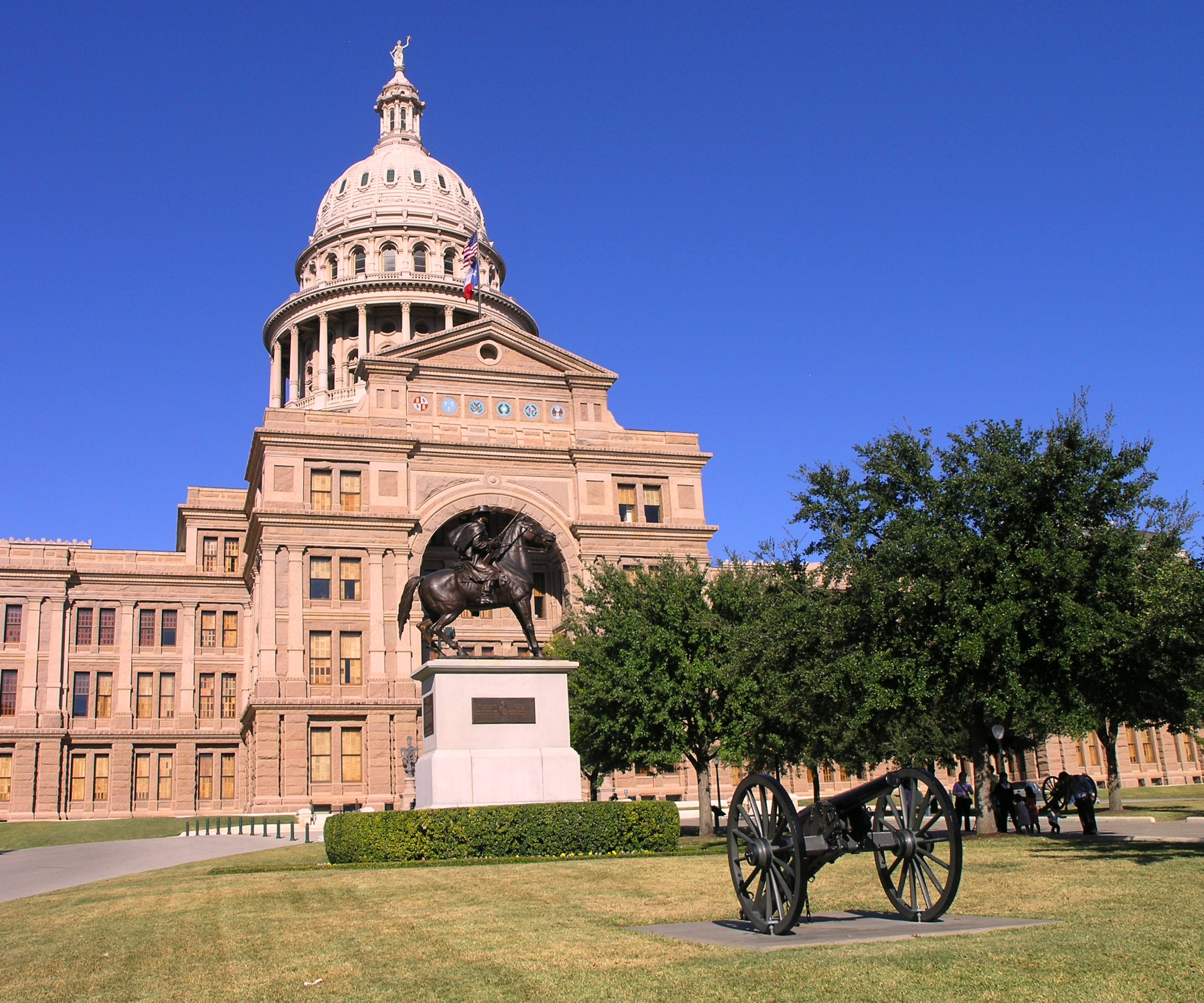
Пушка и скульптура рейнджера перед Капитолием штата Техас
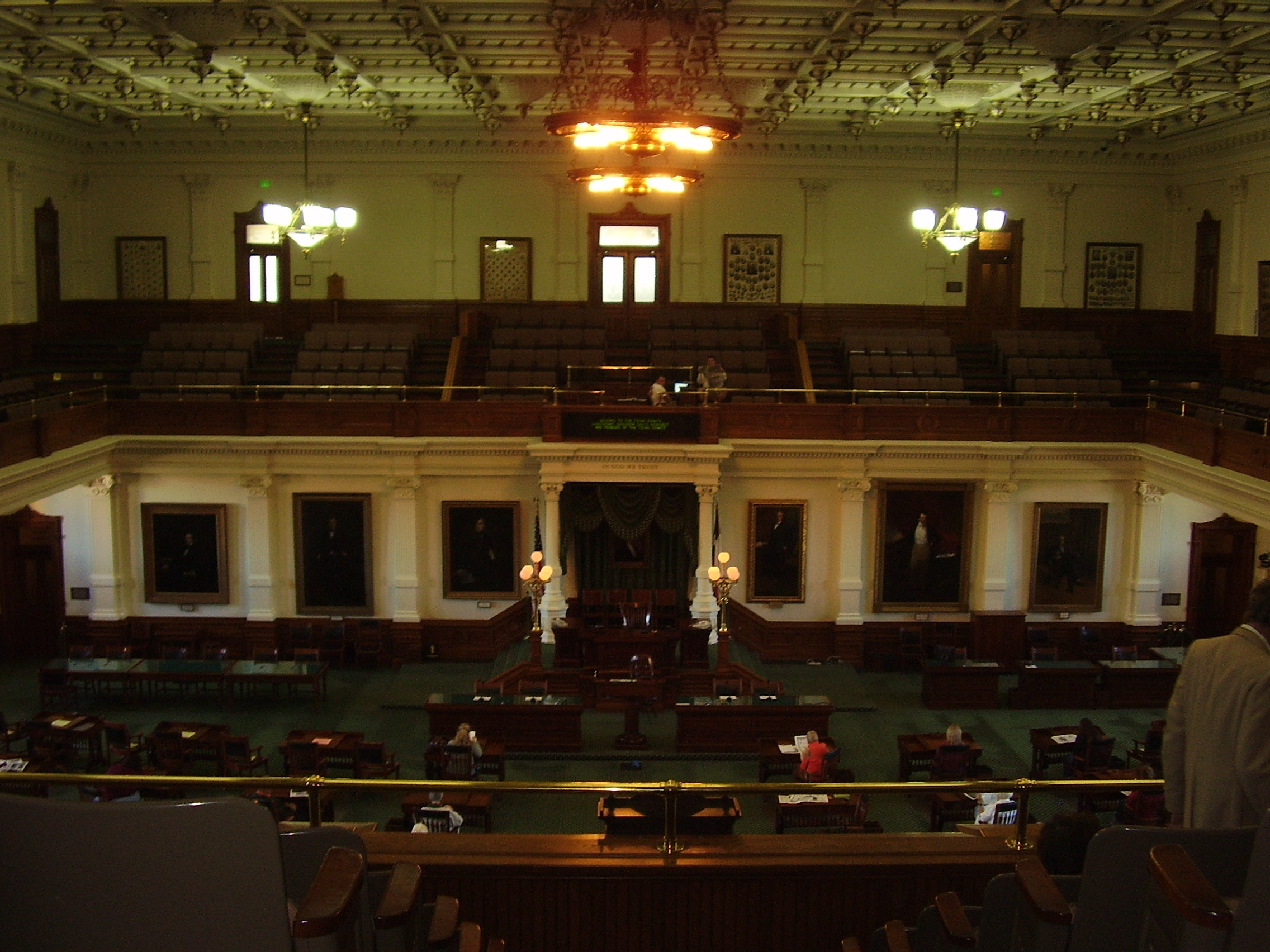
Зал заседаний Техасского сената
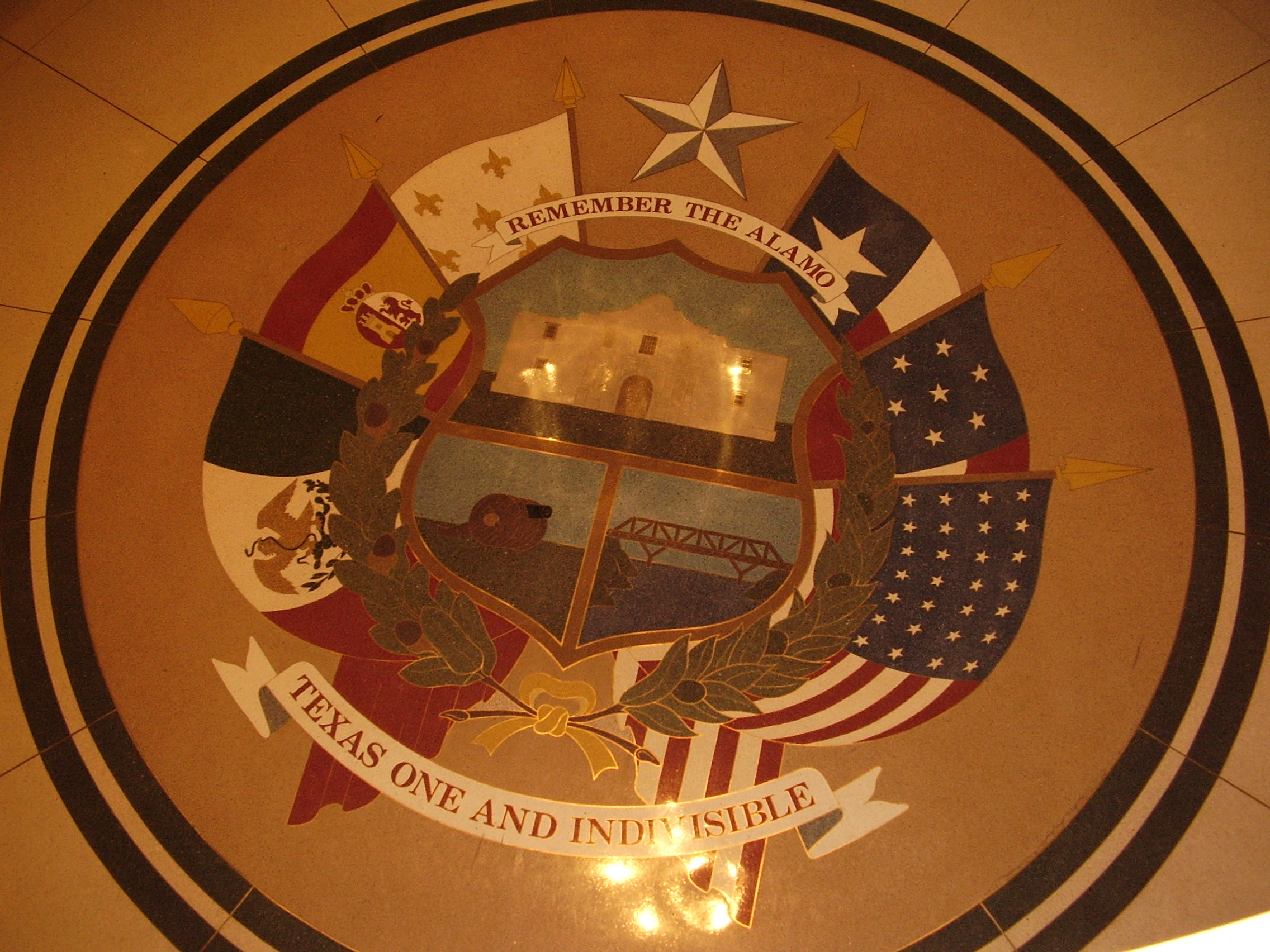
Мозаика печати Техаса в подземной части Капитолия, на которой показаны 6 флагов Техаса